# Tempus fugit (X-Files)
Tempus fugit (Tempus Fugit et Max) est un double épisode constituant les 17e et 18e épisodes de la saison 4 de la série télévisée X-Files. Dans cet épisode, qui fait partie de l'arc mythologique de la série, Mulder et Scully enquêtent sur le crash mystérieux d'un avion de ligne.
Cet épisode a obtenu des critiques globalement favorables et a remporté un Emmy Award.

## Résumé

### Première partie
Max Fenig se trouve à bord d'un Boeing 737 lorsque celui-ci est violemment secoué et qu'une lumière aveuglante apparaît à l'extérieur. Mulder et Scully sont approchés par Sharon Graffia, la sœur de Fenig, qui leur apprend que l'appareil transportant son frère s'est écrasé. Les deux agents se rendent sur le lieu du crash, dans le comté de Fulton, pour se joindre à l'enquête du NTSB, Mulder pensant que les extraterrestres sont impliqués dans l'accident et ont enlevé Fenig. Néanmoins, le cadavre de Fenig est découvert au cours des recherches.
Mulder et Scully interrogent le sergent Frisch, un contrôleur aérien de l'US Air Force qui a assisté au crash sur ses écrans. Frisch nie avoir remarqué quelque chose d'inhabituel mais se dispute plus tard avec son collègue au sujet de ce qui s'est vraiment passé. Le collègue de Frisch se suicide, et Frisch va alors trouver Mulder et Scully pour leur dire que le Boeing a été intercepté par un appareil militaire mais qu'il y a eu une explosion juste après. Mulder pense qu'un OVNI qui se trouvait là pour enlever Fenig a été abattu par les militaires, ce qui a provoqué le crash du Boeing. Il part fouiller la zone probable du crash de l'OVNI. Pendant ce temps, Scully et Frisch s'arrêtent dans un bar où ils rencontrent l'agent Pendrell. Un homme en noir tente d'éliminer Frisch et touche accidentellement Pendrell avant d'être blessé par Scully et de prendre la fuite. De son côté, Mulder trouve l'OVNI et un cadavre d’extraterrestre au fond d'un lac. 

### Deuxième partie
Juste après sa découverte, Mulder est pris en chasse et capturé par des militaires. Frisch est lui aussi arrêté et accusé de faux témoignage. Mulder est ensuite libéré, Scully lui donnant l'explication officielle de l'armée selon laquelle Frisch et son collègue ont provoqué par leur négligence la collision entre le Boeing et l'appareil militaire. Elle lui apprend également que Pendrell est mort de ses blessures. Pendant ce temps, les militaires repêchent l'OVNI du fond du lac. Poursuivant leur enquête, Mulder et Scully exposent leur théorie à Mike Millar, qui dirige l'enquête du NTSB et en est venu à douter de l'explication officielle en raison de plusieurs faits troublants. Le seul moyen de la prouver est cependant de retrouver l'objet que Fenig transportait et que les extraterrestres voulaient lui prendre.
Fouillant la caravane dans laquelle vivait Fenig, Mulder trouve un ticket pour une consigne à bagage de l'aéroport international de Syracuse-Hancock. De son côté, Scully interroge Sharon. Celle-ci avoue ne pas être la sœur de Fenig mais avoir volé à son employeur un appareil technologique en trois morceaux que Fenig pensait être d'origine extraterrestre pour le lui donner. Mulder récupère à l'aéroport la troisième partie de cet objet et prend un avion pour rentrer à Washington. L'assassin de Pendrell tente de reprendre l'objet à Mulder au cours du vol mais l'avion est violemment secoué et une lumière aveuglante apparaît à l'extérieur. Lorsque l'avion atterrit, l'homme en noir et l'objet ont tous deux disparu, et Mulder ne garde aucun souvenir de ce qui s'est passé.

## Distribution
- David Duchovny : Fox Mulder
- Gillian Anderson : Dana Scully
- Joe Spano : Mike Millar
- Tom O'Brien : le sergent Louis Frisch
- Scott Bellis : Max Fenig
- Chilton Crane : Sharon Graffia
- Brendan Beiser : l'agent Pendrell
- Mitch Pileggi : Walter Skinner (deuxième partie seulement)

## Production
Lors du tournage de la 3e saison de X-Files, le responsable des effets spéciaux David Gauthier construit une maquette très élaborée d'un Boeing 737, qui peut notamment simuler des turbulences, dans le but de pouvoir reproduire un crash aérien. Chris Carter décide de faire usage de cette maquette lors de la saison suivante et commence à écrire un scénario sur cette base. Souhaitant que Mulder soit émotionnellement impliqué dans cette histoire, les scénaristes font revenir le personnage de Max Fenig, apparu dans l'épisode L'Ange déchu. Frank Spotnitz apporte quant à lui l'idée de tuer le personnage de Fenig dès le début de l'épisode.
Désirant que la reconstitution du site du crash de l'avion paraisse aussi authentique que possible, les producteurs de la série font appel à un agent du NTSB pour qu'il serve de conseiller technique. La fidèle reconstitution de la zone du crash est d'ailleurs l'une des raisons pour lesquelles le coût de l'épisode dépasse le budget qui lui avait été alloué. La scène de l'enlèvement de Fenig, au cours de laquelle il sort de l'avion en lévitant, est réalisée en attachant l'acteur avec un harnais et en le tirant à l'extérieur de la maquette. Cette scène d'enlèvement prend plusieurs jours à être tournée. La scène de plongée dans le lac est filmée dans une citerne avec un objectif grand angle.
John Shiban écrit le monologue de l'homme en noir pour la scène où il rencontre Mulder dans l'avion en s'inspirant d'un monologue d'Orson Welles dans le film Le Troisième Homme (1949). L'assistant réalisateur Val Stefoff joue le rôle du barman du bistrot dans lequel Scully rencontre Pendrell. La chanson Unmarked Helicopters du groupe Soul Coughing, qui apparaît sur l'album Songs in the Key of X (1996), peut être entendue lors de la scène dans la caravane de Fenig.

## Accueil

### Audiences
Lors de sa première diffusion aux États-Unis, la première partie de l'épisode réalise un score de 11,9 sur l'échelle de Nielsen, avec 18 % de parts de marché, et est regardée par 18,85 millions de téléspectateurs. La deuxième partie obtient quant à elle un score de 11,6, avec 18 % de parts de marché, et est suivie par 18,34 millions de téléspectateurs.

### Accueil critique
L'épisode obtient dans l'ensemble des critiques favorables. Sarah Stegall, du site Munchkyn Zone, lui donne la note de 5/5. Le site Le Monde des Avengers lui donne la note de 4/4. Dans leur livre sur la série, Robert Shearman et Lars Pearson lui donnent la note de 4/5.
Zack Handlen et Todd VanDerWerff, du site The A.V. Club, donnent aux deux parties la même note de A-,. John Keegan, de Critical Myth, lui donne la note de 7/10,.
Parmi les critiques mitigées ou négatives, Paula Vitaris, de Cinefantastique, donne respectivement aux deux parties les notes de 2,5/4 et 1,5/4.

### Distinctions
L'épisode remporte en 1997 l'Emmy Award du meilleur montage sonore pour une série et est nommé dans les catégories du meilleur montage pour une série et du meilleur mixage du son pour une série.